# Pareto, Piemonte
Pareto är en kommun i provinsen Alessandria, i regionen Piemonte i Italien. Kommunen hade 433 invånare (2018)) och gränsar till kommunerna Cartosio, Giusvalla, Malvicino, Mioglia, Ponzone, Sassello och Spigno Monferrato.